# Johannes Hans Daniel Jensen

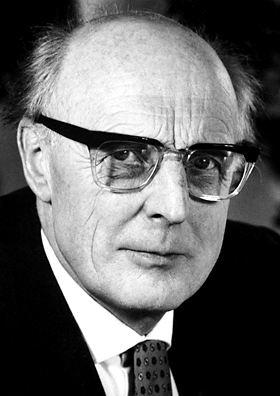
Hans Jensen (1963)

Johannes Hans Daniel Jensen (* 25. Juni 1907 in Hamburg; † 11. Februar 1973 in Heidelberg; kurz auch Hans Jensen genannt) war ein deutscher Physiker und Nobelpreisträger. Er erstellte als theoretischer Physiker etwa gleichzeitig mit der ebenfalls dafür mit dem Nobelpreis ausgezeichneten Maria Goeppert-Mayer das Schalenmodell des Atomkerns. Hauptwirkungsort nach 1949 war die Universität Heidelberg.

## Leben
Hans Jensen wurde am 25. Juni 1907 als drittes Kind des Gärtners Karl Friedrich Jensen und dessen Frau Helene Auguste Adolphine (geborene Ohm) geboren. Er studierte ab 1926 an der Universität Hamburg und der Albert-Ludwigs-Universität in Freiburg im Breisgau Physik, Mathematik, Physikalische Chemie und Philosophie. Nach seiner Promotion in Physik bei Wilhelm Lenz blieb er als wissenschaftlicher Assistent in Hamburg und habilitierte 1936. Er wurde 1937 Dozent und 1941 zum außerordentlichen Professor an der Technischen Hochschule Hannover ernannt. 1949 erhielt er von der Ruprecht-Karls-Universität Heidelberg einen Ruf zum ordentlichen Professor, den er bis zu seiner Emeritierung 1969 innehatte. Während dieser Zeit hatte er auch mehrere Gastprofessuren in den USA, unter anderem am Institute for Advanced Study in Princeton (1952), der University of Wisconsin (1951), der University of Minnesota (1956), der Indiana University (1953), am California Institute of Technology (1953) und Berkeley (1952), der University of California at La Jolla (1961). Er war seit 1955 zusammen mit Otto Haxel Mitherausgeber der Zeitschrift für Physik. Beigesetzt wurde er in Partenstein (Bayern). 

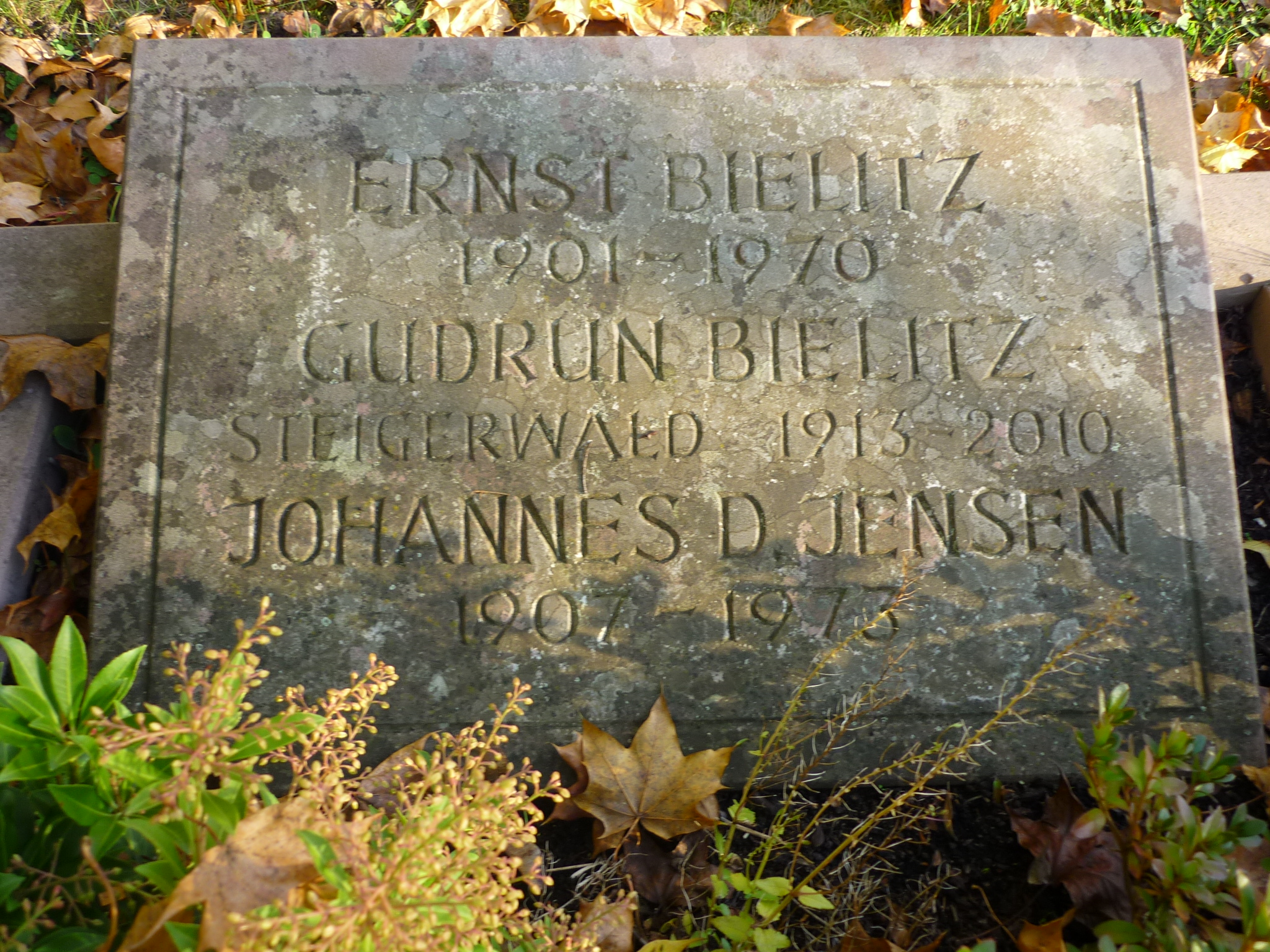
Grabplatte

Kennzeichnend für den Menschen Hans Jensen ist folgende Anekdote:

„Als Jensen am Morgen nach der Bekanntgabe der Nobelpreisverleihung vom Ministerpräsidenten des Landes gefragt wurde, ob er einen besonderen Wunsch habe, sagte er sofort: ja, Sie können einem staatenlosen Studenten, der aus dem Irak vertrieben wurde, die deutsche Staatsbürgerschaft erteilen. Der Student erhielt sie.“

Jensen heiratete 1933 die Ärztin Elisabeth Behm. Seine Tochter war die römisch-katholische Theologin Anne Jensen.

## Werk

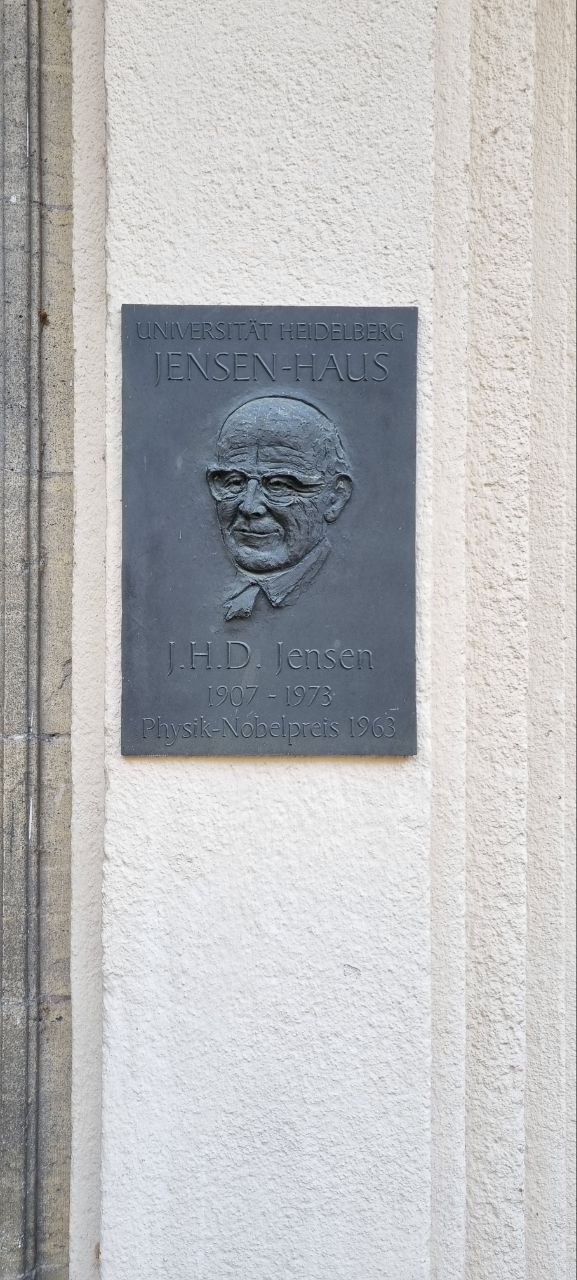
Jensen-Gedenktafel am Institut für Theoretische Physik der Universität Heidelberg

Die ersten Arbeiten Jensens, u. a. seine Dissertation und Habilitation, beschäftigten sich mit Verfeinerungen des statistischen Thomas-Fermi-Modells der Atomhülle, die wesentliche Verbesserungen brachten. Ende der 1930er begann er, sich mit dem Atomkern zu beschäftigen. Bereits 1939 sprach er in einer weitgehend empirischen Analyse der Atomkerne, ihrer Bindungsenergien und Häufigkeiten erstmals von einem Schalenmodell, ohne jedoch über die reine Begrifflichkeit hinauszugehen. Diese Formulierung war jedoch sehr vage gehalten, da zum einen das Tröpfchenmodell von Niels Bohr (1936) die Kernreaktionen sehr gut beschrieb und die Vorstellung von Bahnen im Atomkern keinen Sinn zu haben schien. Die weitere Entwicklung wurde durch die Isolierung Deutschlands im Zweiten Weltkrieg verzögert, so dass sich Jensen erst Ende der 1940er wieder intensiver mit der Thematik auseinandersetzen konnte. Erst 1948 gelang ihm durch die Annahme einer starken Spin-Bahn-Kopplung der Durchbruch zu einer Erklärung der Magischen Zahlen (veröffentlicht mit Otto Haxel, Hans E. Suess), deren Bedeutung für die Stabilität der Atomkerne schon länger bekannt war – gleichzeitig kam in den USA Maria Goeppert-Mayer auf das gleiche Ergebnis, nachdem ihr Enrico Fermi die Möglichkeit einer starken Spin-Bahn-Kopplung vorgeschlagen hatte. In der Folge kam es zu einem regen Austausch zwischen Jensen und Goeppert-Mayer, der zu einem fast vollständigen Verständnis der Eigenschaften der leichteren Atomkerne führte. 1955 veröffentlichten die beiden gemeinsam in dem Buch Elementary Theory of Nuclear Shell Structure eine detaillierte Darlegung des Verständnisses der Atomkerne. Für diese Leistung wurde den beiden 1963 eine Hälfte des Nobelpreises für Physik zu gleichen Teilen zugesprochen, die andere Hälfte ging an Eugene Wigner.
1950 beschrieb er mit Helmut Steinwedel Riesenresonanzen mit einem Zweiflüssigkeitsmodell von Protonen- und Neutronenflüssigkeit. 1955 führte er mit seinem Schüler Berthold Stech die Chirale Symmetrie in die Theorie der schwachen Wechselwirkung ein, ein Vorläufer der späteren V-A-Theorie von Richard Feynman und Murray Gell-Mann (1958).

## NSDAP-Mitgliedschaft
Er beantragte am 29. Dezember 1937 die Aufnahme in die NSDAP und wurde rückwirkend zum 1. Mai desselben Jahres aufgenommen (Mitgliedsnummer 5.361.642). Während der Zeit des Nationalsozialismus verhinderte er gemeinsam mit anderen die Deportation des jüdischen Physikers Richard Gans.
Obwohl Jensen dem Entnazifizierungsausschuss diverse Entlastungszeugnisse vorlegen konnte, die seine regimekritische Haltung belegen, wurde ihm die Parteimitgliedschaft und die Mitarbeit am deutschen Uranprojekt zur Last gelegt. 1947 wurde er zunächst in die Kategorie IV („Mitläufer“) eingestuft. Erst im Juli 1949 wurde Jensen rechtskräftig entlastet.

## Auszeichnungen
- Professor h. c. der Universität Hamburg, 1947
- Ehrendoktor der Universität Hannover 1964
- Nobelpreis für Physik, 1963, gemeinsam mit Maria Goeppert-Mayer
- Ehrenbürger von Fort Lauderdale, 1969
- Benennung des Physikinstitutsgebäudes am Philosophenweg 16 (1912 von Hugo Merton gebaut) nach ihm (25. Juni 2007)
- Jensen-Gastprofessur als Stiftungsprofessur ab 2008 an der Universität Heidelberg errichtet
- Ordentliches Mitglied der Heidelberger Akademie der Wissenschaften seit 1949
- Korrespondierendes Mitglied der Max-Planck-Gesellschaft seit 1960
- Mitglied der Leopoldina seit 1964
- Großes Verdienstkreuz mit Stern und Schulterband der Bundesrepublik Deutschland, 1965

Nach ihm ist der J. Hans D. Jensen Preis der Klaus-Tschira-Stiftung benannt, der mit Gastprofessuren für theoretische Physiker an der Universität Heidelberg verbunden ist.

## Schriften

### Fachartikel und Kapitel
- Otto Haxel, J. Hans D. Jensen, Hans E. Suess: Zur Interpretation der ausgezeichneten Nucleonenzahlen im Bau der Atomkerne. In: Die Naturwissenschaften. Band 35, Nr. 12, 1948, S. 376–376, doi:10.1007/BF00594911.
- Hans E. Sueß, Otto Haxel, J. Hans D. Jensen: Zur Interpretation der ausgezeichneten Nucleonenzahlen im Bau der Atomkerne: 2. Mitteilung. In: Die Naturwissenschaften. Band 36, Nr. 5, 1949, S. 153–155, doi:10.1007/BF00585102.
- Otto Haxel, J. Hans D. Jensen, Hans E. Suess: On the „Magic Numbers“ in Nuclear Structure. In: Physical Review. Band 75, Nr. 11, 1. Juni 1949, S. 1766–1766, doi:10.1103/PhysRev.75.1766.2 (englisch).
- J. Hans D. Jensen, Hans E. Sueß, Otto Haxel: Modellmäßige Deutung der ausgezeichneten Nucleonenzahlen im Kernbau. In: Naturwissenschaften. Band 36, Nr. 5, Mai 1949, S. 155–156, doi:10.1007/BF00585103.
- O. Haxel, J. H. D. Jensen, H. E. Suess: Das Schalenmodell des Atomkerns. In: Ergebnisse der Exakten Naturwissenschaften (= Ergebnisse der Exakten Naturwissenschaften). Band 26. Springer Berlin Heidelberg, Berlin, Heidelberg 1952, ISBN 978-3-540-01623-6, S. 244–290, doi:10.1007/BFb0109313.

### Monographien
- Maria Mayer Goeppert, J. Hans D. Jensen: Elementary theory of nuclear shell structure (= Maria Mayer Goeppert [Hrsg.]: Structure of Matter Series). John Wiley & Sons, 1955 (englisch, archive.org).